# Mmakgabo Helen Sebidi
Mmakgabo Mmapula Mmangankato Helen Sebidi, född i byn Marapyane utanför Hammanskraal i dåvarande Norra Transvaal i Sydafrika, är en sydafrikansk bildkonstnär. 
Mmakgabo Mmapula Mmangankato Helen Sebidis mamma var hembiträde i en vit familj i Johannesburg och hon uppfostrades av sin mormor i Marapyane. Hon gick i skola i åtta år och lärde sig muralmålning, stickning, broderi, pärlhantverk och kalebassgravyr av sin mormor. Hennes namn "Mmakgabo", som betyder "bevarare av lågan", syftar på mormoderns arbetsmoral och tro på yrkesarbetets betydelse för att underbygga samhället. 
Hon arbetade under några år som hembiträde i Johannesburg och började där senare försörja sig med att sy kläder och sticka. Under början av 1970-talet började hon också ta konstlektioner för den svarta målaren John Koenakeefe Mohl (1903-1985) och förkovrade sig i keramik och skulptur på Katlehong Arts Centre nära Germiston. Senare var hon lärare på Alexandra Art Centre i Alexandra. 
Mmakgabo Helen Sebidi hade sin första separatutställning 1985 på Fuba konstcentrum  i Johannesburg. Fyra år senare fick hon ett Fulbrightstipendium för att resa till USA, där hon vistades på Millay Arts i Austerlitz i delstaten New York.
Hennes konst var med i Riksutställningars grupputställning "Bild/konst i södra Afrika" på Kulturhuset i Stockholm under maj-september 1989, vilken sedan också visades på andra platser i de nordiska länderna fram till maj 1990.

## De försvunna målningarna[1][2]
Mmakgabo Helen Sebidi inbjöds 1991 av Nyköpings folkhögskola för en månads vistelse på folkhögskolan inom ett lokalt kulturprojekt rörande konst i u-länder. Hon medförde 28 målningar för en tänkt utställning under vistelsen. Denna blev inte av, men målningarna blev kvar i Sverige för en framtida utställning. Inte heller denna blev av, och när Sebidi senare begärde att få dem återsända, befanns de vara försvunna.
I maj 2023 fann vaktmästaren vid folkhögskolan målningarna i ett svårtillgängligt loft i en av folkhögkskolans byggnader, där de bevarats under alla år på ett bra sätt i ett svalt, mörkt och torrt utrymme.
Målningarna utställdes för första gången på UJ Art Gallery i Johannesburg i april 2024.